# Между нами (песня)
«Между нами» — песня украинской певицы и автора песен Maruv, выпущеная 2 августа 2019 года в качестве сингла на лейбле Warner Music Russia.

## История
По словам Maruv, заготовка «Между нами» появилась за несколько лет до релиза песни. Она планировала передать песню другому исполнителю, но ей предложили рекламный контракт, заключение которого не состоялось, а песня и идея для клипа остались у Maruv.

## Видеоклип
Релиз видеоклипа на трек, выполненного в японской стилистике, состоялся 2 августа 2019 года на официальном YouTube-канале Maruv, в день выхода сингла. В клипе Maruv и другие девушки снялись в образе современных гейш.

## Отзывы
На сайте российского федерального музыкального телеканала «Муз-ТВ» отметили, что в песне Maruv демонстрирует «техничный трэп-флоу, переключаясь на нежные распевы». Паша Мавриди из Popcake сказал, что трек «начинается с мощного хип-хоп бита и в дальнейшем превращается в страстную мелодичную песню под акустическую гитару».

## Чарты
| Чарт (2020)                               | Высшая позиция |
| ----------------------------------------- | -------------- |
| Мир (Муз-ТВ)                              | 4              |
| Мир (RU.TV)                               | 11             |
| Россия (YouTube Music)                    | 10             |
| Top YouTube Hits (Tophit)                 | 8              |
| Top Radio & YouTube Hits (Tophit)         | 79             |
| Top Ukraine YouTube Hits (Tophit)         | 2              |
| Top Ukraine Radio & YouTube Hits (Tophit) | 3              |

| Чарт (2020)                               | Высшая позиция |
| ----------------------------------------- | -------------- |
| Top Ukraine Radio & YouTube Hits (Tophit) | 39             |
| Top Ukraine YouTube Hits (Tophit)         | 20             |
| Top YouTube Hits (Tophit)                 | 45             |

| Чарт (2020)                       | Высшая позиция |
| --------------------------------- | -------------- |
| Top Ukraine YouTube Hits (Tophit) | 172            |